# Bēixī móshòu
Bēixī móshòu (悲兮魔兽) (Engels: Behemoth) is een Chinees-Franse documentaire uit 2015 onder regie van Zhao Liang. De film ging in première op 11 september op het 72ste Filmfestival van Venetië.

## Verhaal
De film toont het leven van de mijnwerkers in de Chinese mijnen. De herders en hun dieren zijn noodgedwongen vertrokken omdat de weilanden verdrongen worden en bedekt door het stof uit de mijnen. Eindeloze rijen vrachtwagens vervoer kolen en ijzererts naar de fabrieken. De werkdruk is groot en velen eindigen uiteindelijk in het ziekenhuis met stoflongen.